# Бульвар Пыхья (Таллин)
Бульва́р Пы́хья, также Пы́хья пу́йестеэ (эст. Põhja puiestee, с эст. — Северный бульвар) — улица в Таллине, столице Эстонии. Ведёт свою история с конца XIX века.

## География
Улица пролегает в районах Кесклинн и Пыхья-Таллин, проходя через микрорайоны Ваналинн и Каламая.
Начинается рядом с Балтийским вокзалом, у перекрёстка улицы Копли с улицей Кеск-Каламая, идёт параллельно  трамвайным путям на северо-восток, пересекается с улицами Коцебу, Сууртюки, Нийне, после перекрёстка с улицей Соо поворачивает на восток и затем пересекается с улицей Каласадама, заканчивается у перекрёстка бульвара Мере с улицей Садама.
Протяжённость — 915 метров.

## История
В письменных источниках 1880 года улица упоминается как Систернский бульвар и нем. Systernpforten-Promenade, в источниках 1906, 1908, 1921, 1923 годов — бульвар Наследника Цесаревича (старорус. Наслѣдника Цесаревича, бульваръ), эст. Troonipärija puiestee (бульвар Троонипярия), нем. Thronfolger-Promenade, Tronfolgerpromenade, Tronfolger Boulevard, 1910 года — эст. Troonipärija puiestik, 1942 года — нем. Nordpromenade.

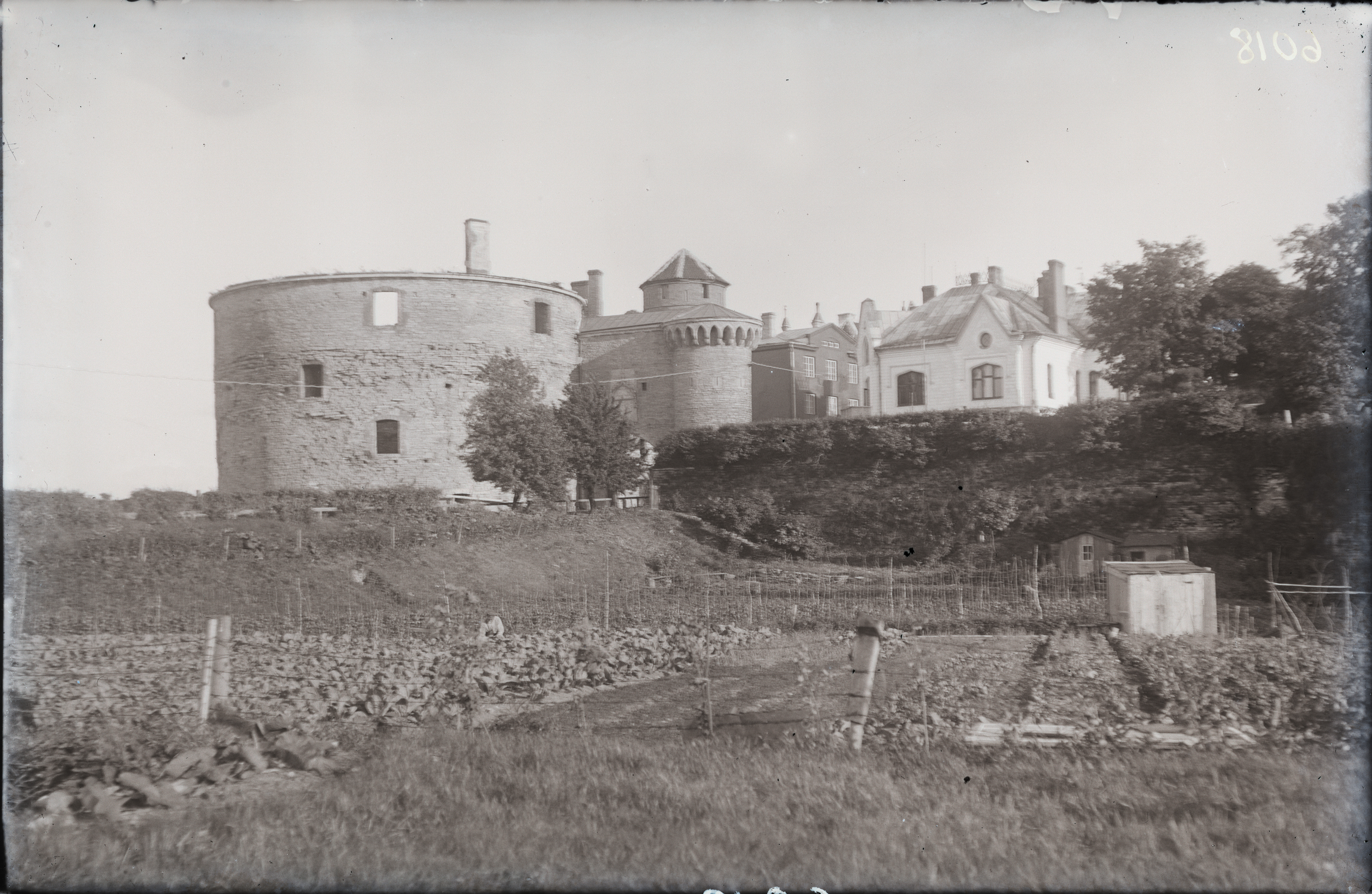
Холм Раннавяравамяги и огороды,
1930—1940 годы

В 1865 году на территории современной недвижимости № 27 и № 27А начал работу Таллинский газовый завод, который первоначально снабжал газом в основном уличные фонари в центре города и общественные здания. В 1912—1913 годах на месте завода была построена Таллинская городская центральная электростанция. Были возведены машинный корпус, котельная, административное здание и высокая кирпичная труба. Из этих строений сохранилось только административное здание. До 1918 года электростанция отапливалась углем, а затем торфом и дровами. В 1923 году завод был переведён на горючий сланец.
В 1861 году в Таллин переехала основанная в 1859 году в Раквере медная мастерская Фридриха Виганда (Friedrich Wiegand). В 1873 году началось литейное производство, и бывшая мастерская стала заводом. Новые заводские корпуса — механический цех, административный корпус и литейный цех — были построены в 1881—1883 годах по проекту архитектора Николая Тамма (старшего). Завод был расширен в 1889 и 1898–1899 годах под руководством инженера Августа Миквица (August Mickwitz).
Территория огородов, находившихся рядом с начальным отрезком бульвара, у подножия холма Раннавяравамяги, была реконструирована в соответствии с проектом Антона Соанса 1929 года, и в 1938—1939 годах здесь был построен городской стадион. В советское время он был стадионом Балтийского флота.

## Общественный транспорт
По улице курсируют трамваи маршрутов № 1 и 2, автобусы маршрутов № 3, 8, 66 и на небольшом отрезке бульвара рядом с Горхоллом (остановка «Linnahall») — автобусы маршрутов № 21, 21B, 41, 41B и 73.

## Застройка
До 2000-х годов застройка бульвара в основном относилась к началу и первой половине XX века, затем началось создание офисно-жилого квартала «Ильмарисе», в котором реновированные исторические здания соседствуют с новыми постройками. Со стороны Старого города рядом с бульваром проходят трамвайные пути, и на этом участке застройка отсутствует.

Бульвар Пыхья
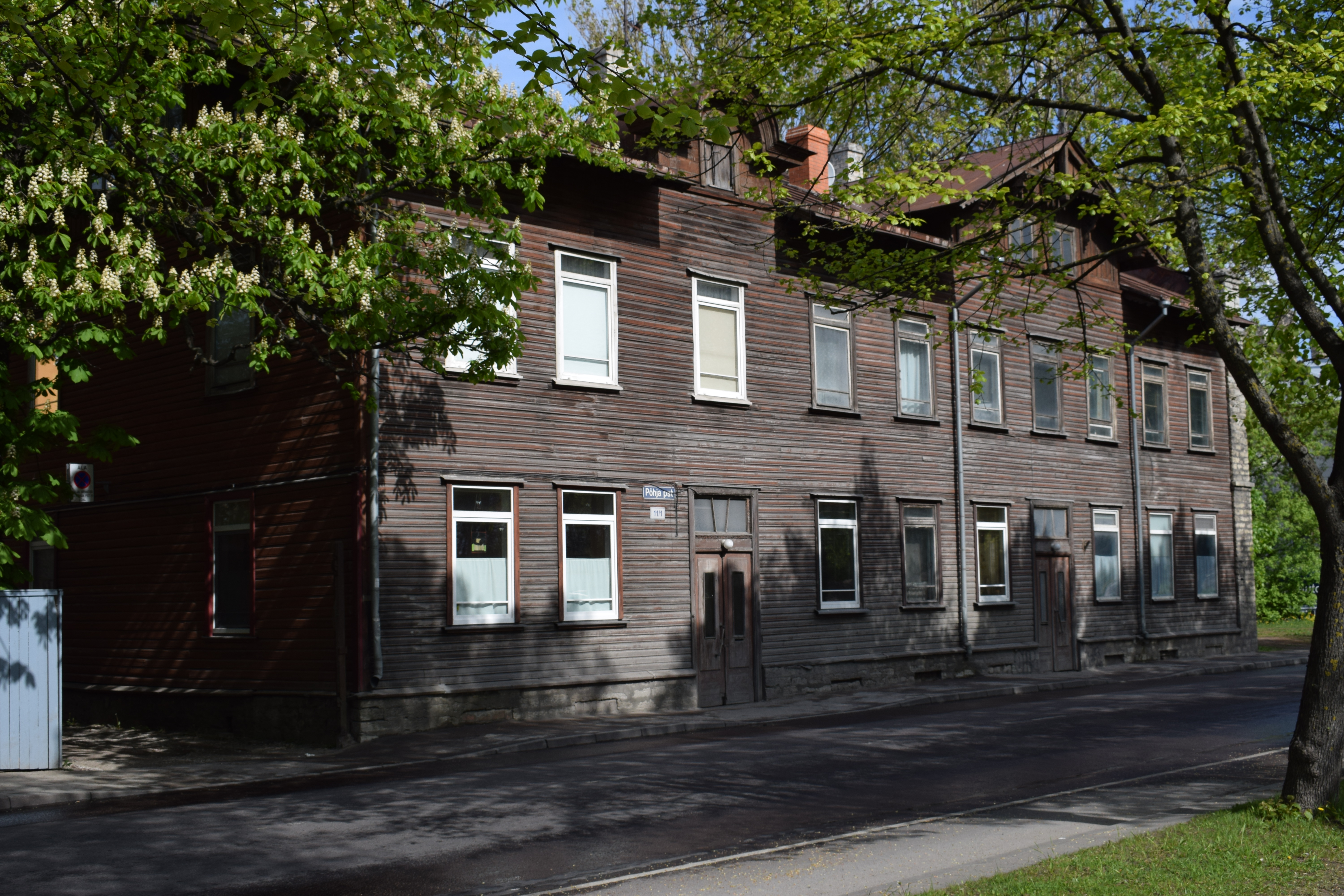
Дом 11/1, 2017 год
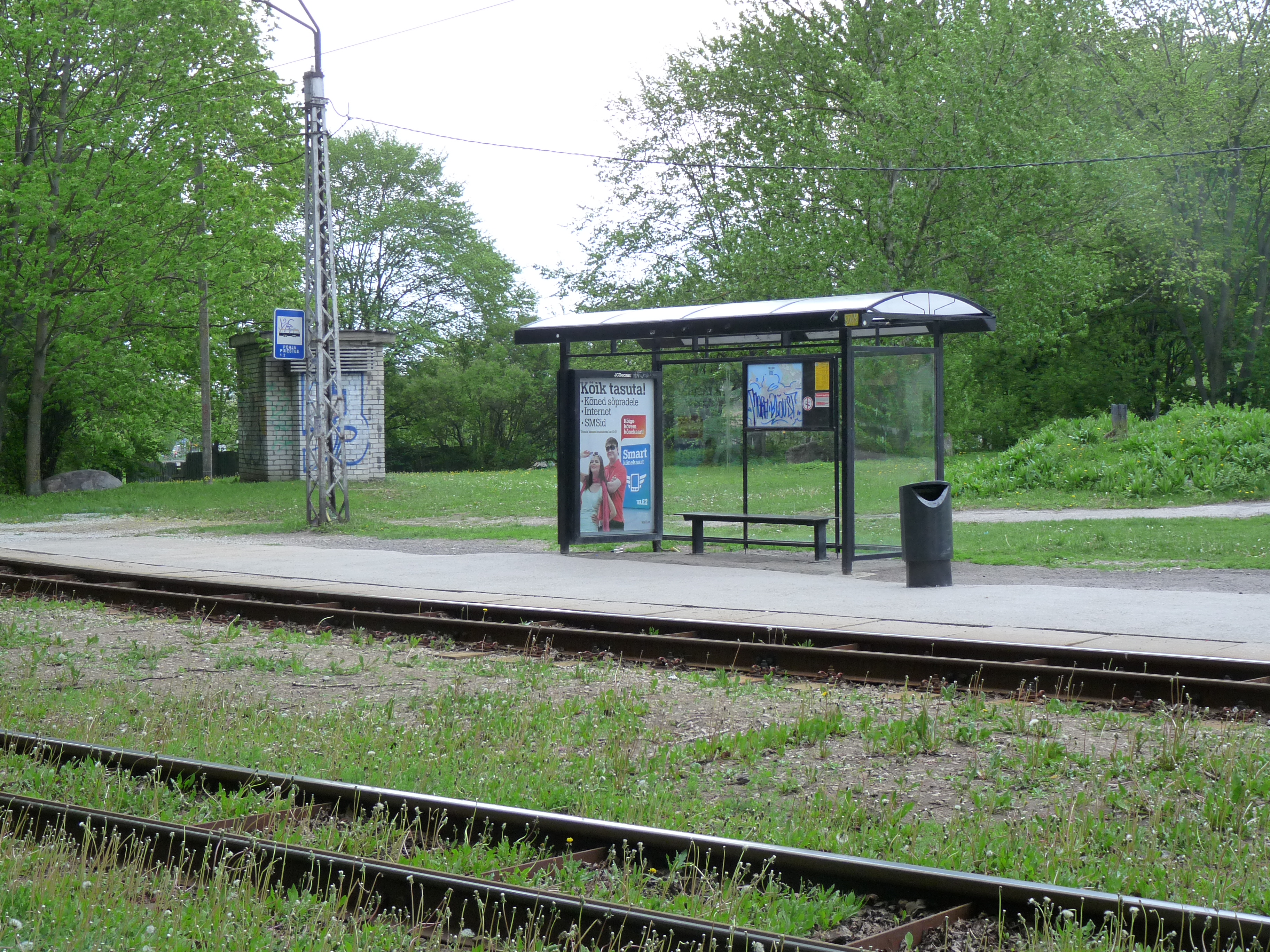
Трамвайная остановка «Põhja puiestee»
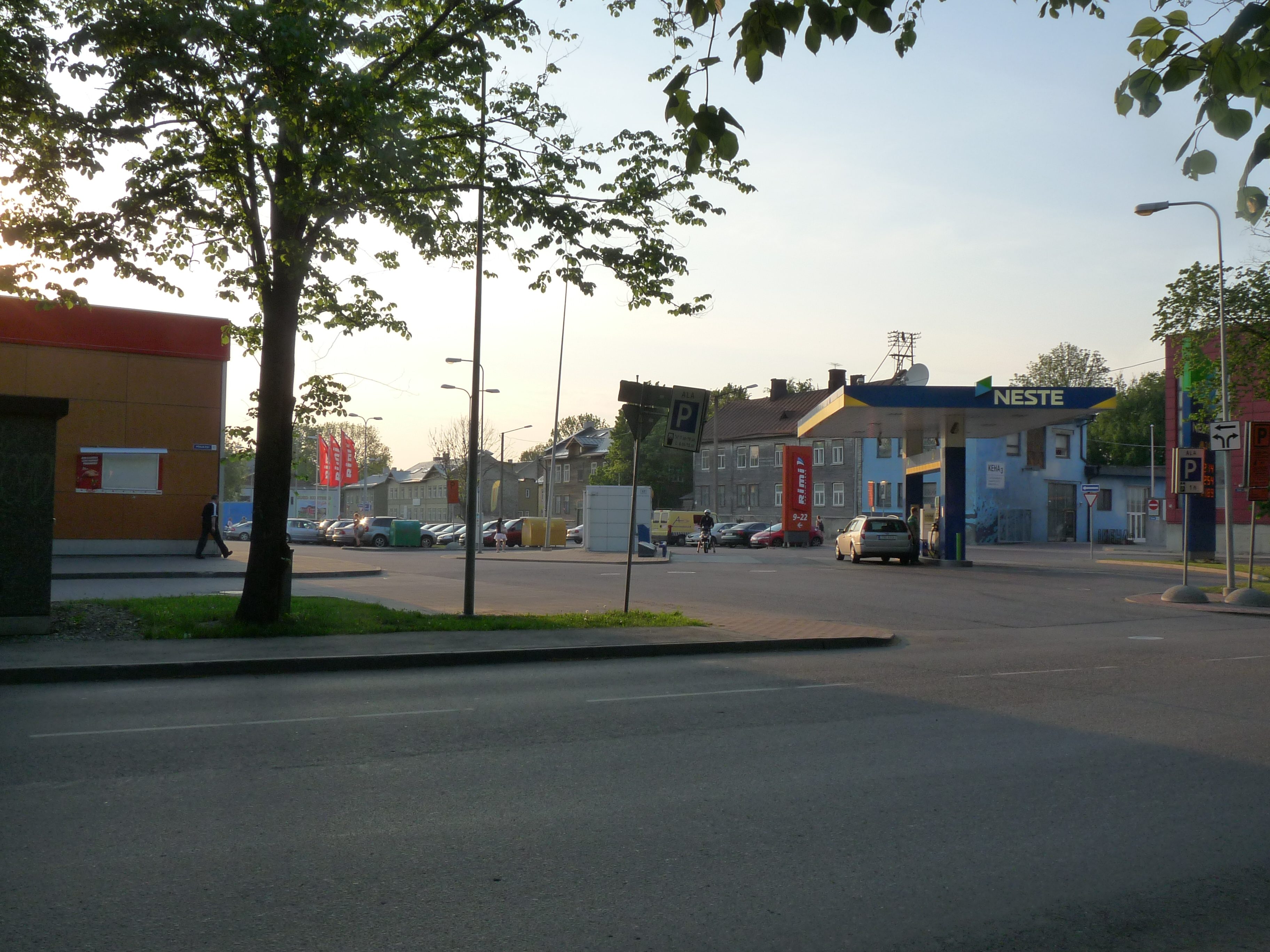
Перекрёсток бульвара Пыхья и улицы Соо
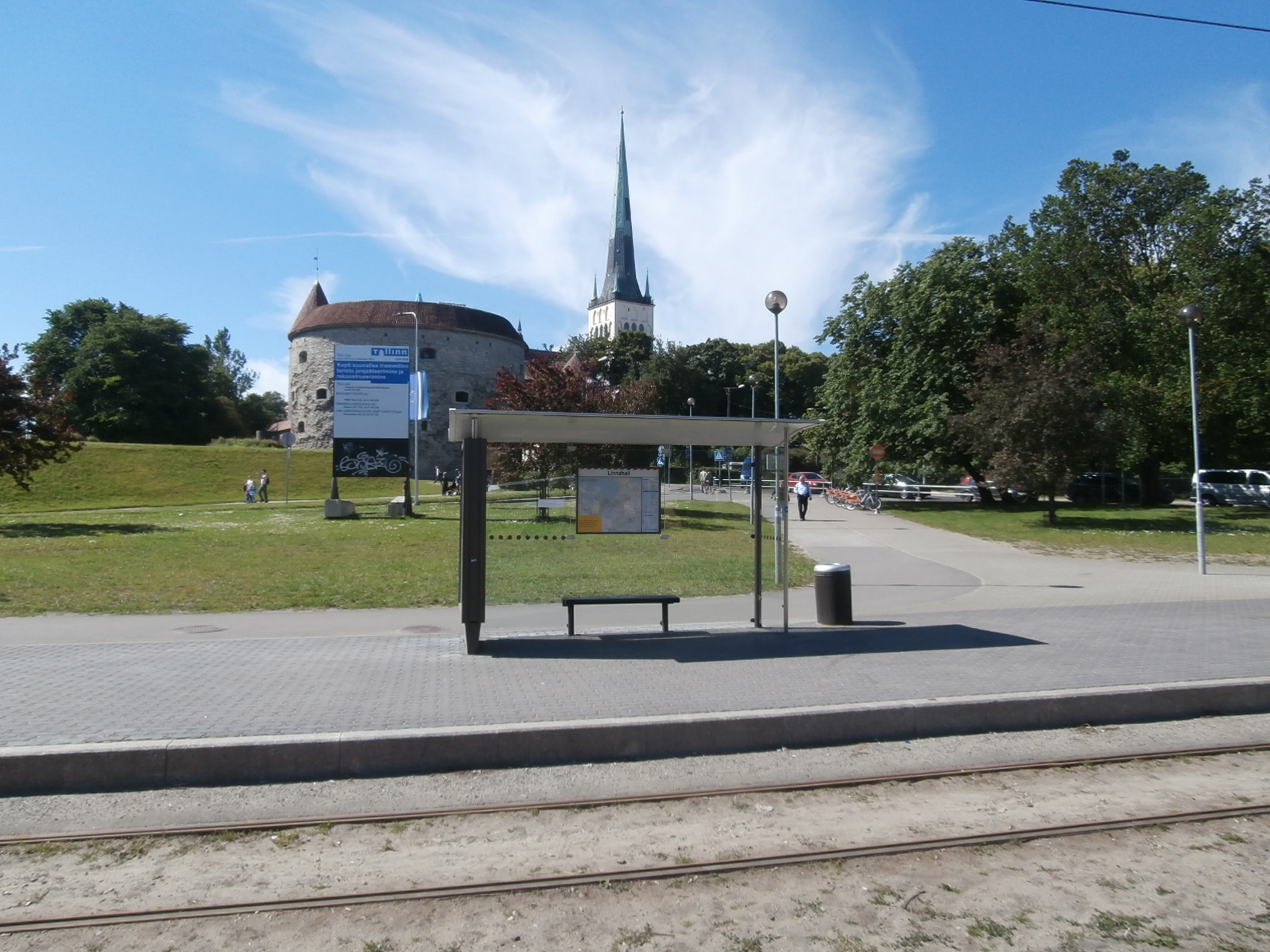
Вид на Старый город от трамвайной остановки «Linnahall»
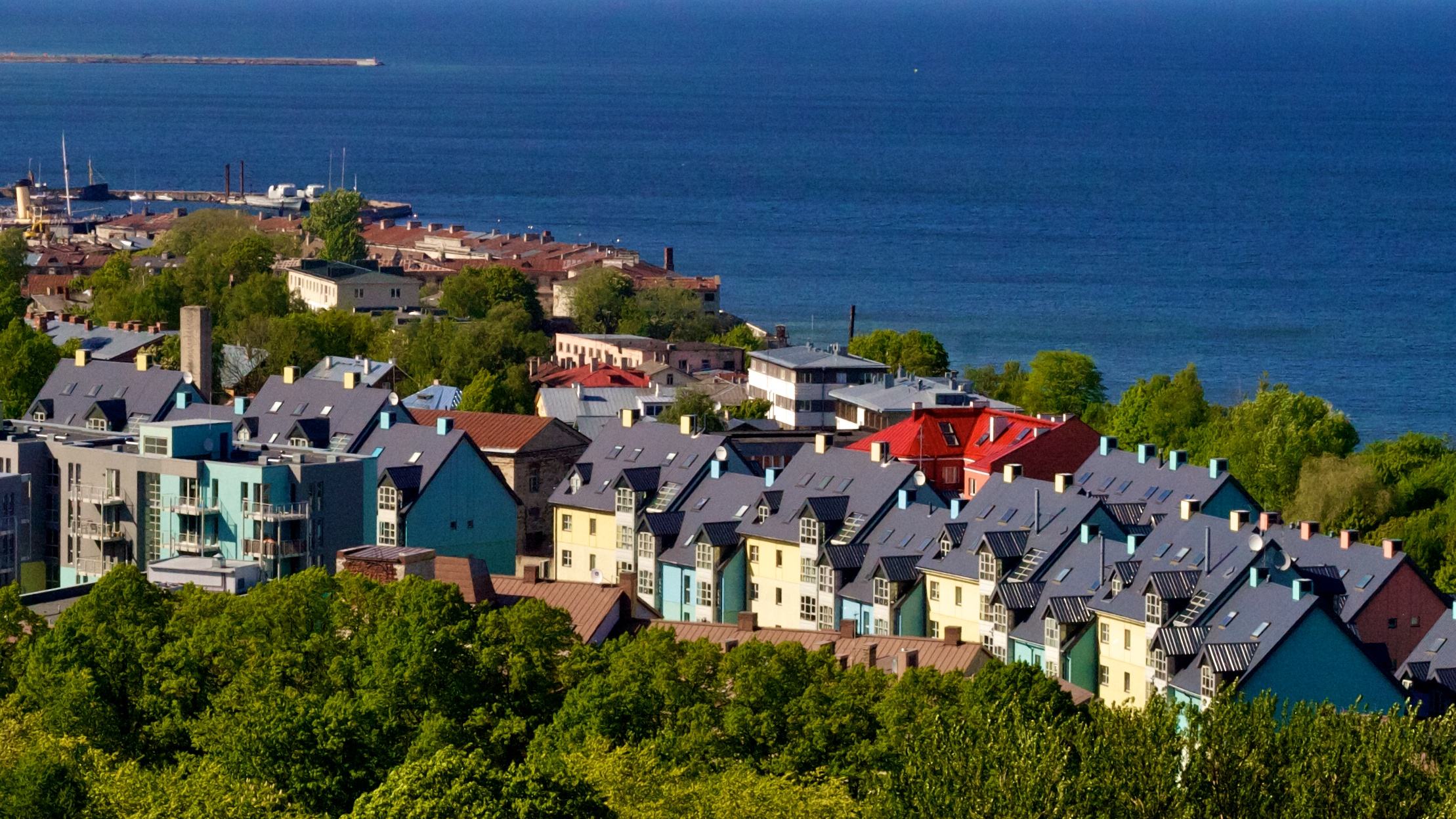
Квартал «Ильмариcе»

## Памятники культуры

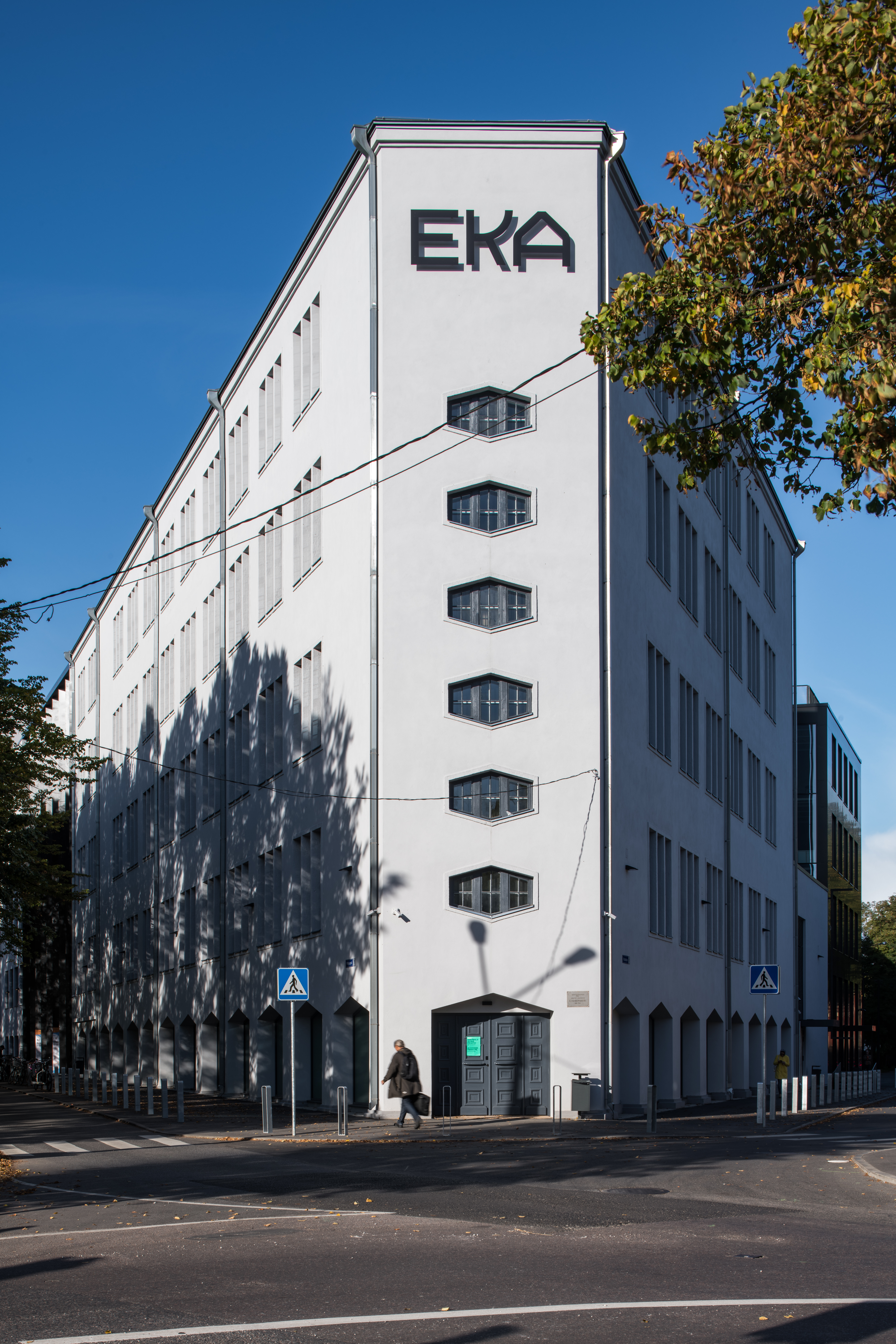
Главное здание Эстонской академии художеств, Põhja pst 7 / Kotzebue tn 1

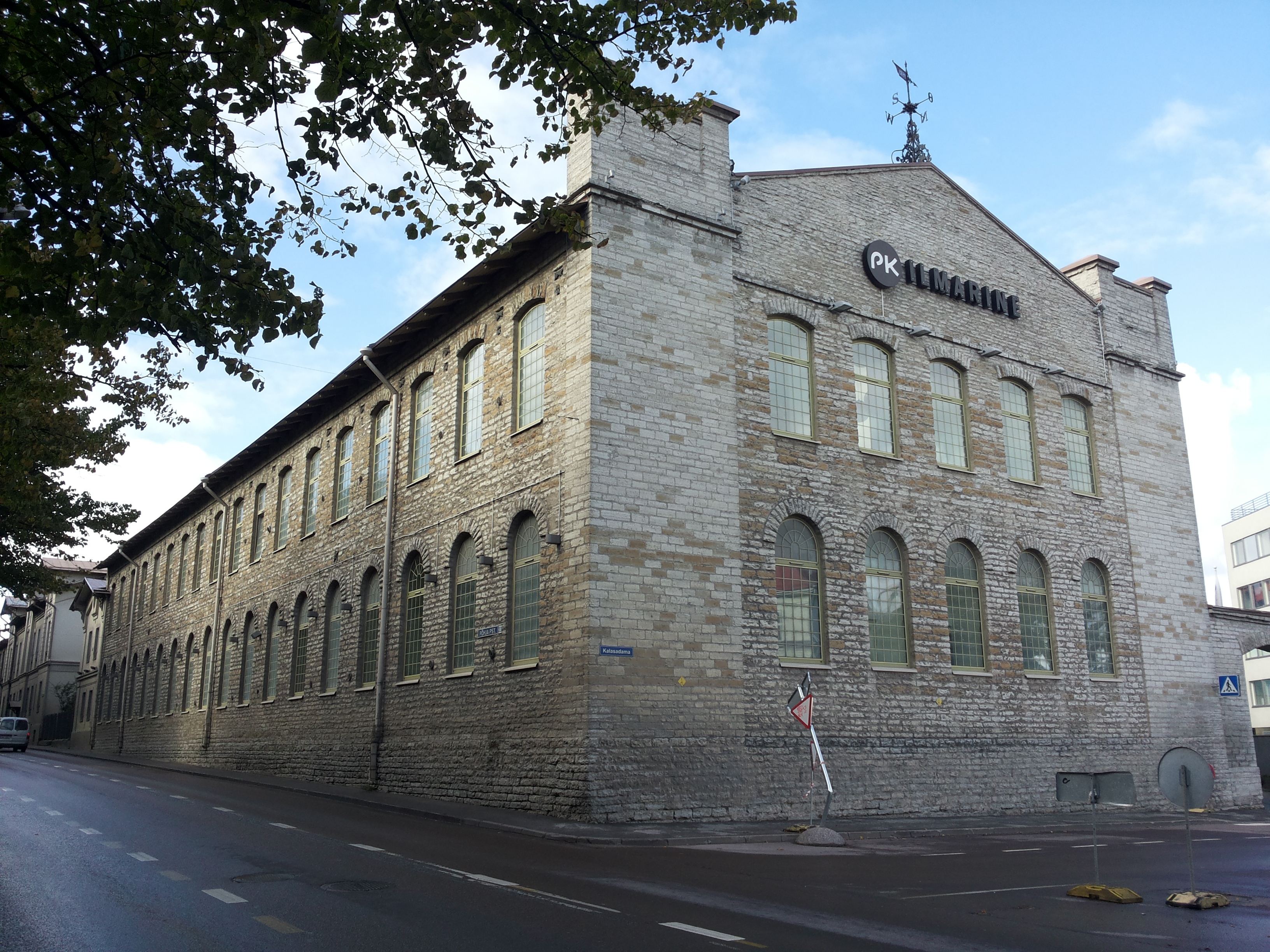
Дом 23, механическая мастерская машзавода Ф. Виганда

- Põhja pst 7 / Kotzebue tn 1 — заводское здание

Выдающийся образец творчества архитектора Эугена Хаберманна. Здание построено в характерном для конца 1920-х годов стиле функционализма, с экспрессионистскими акцентами. Это монументальное здание трикотажной фабрики «Рауаниит» (будущей текстильной фабрики «Пунане Койт»), построено в 1926 году и до сих пор доминирует над всем окружающим его районом. Одно из первых зданий в стиле функционализма в Эстонии. С годами здание дополнялось пристройками и надстройками;
- Põhja pst 21В — административное здание машзавода Ф. Виганда

Примечательный образец характерного для того времени заводского здания в стиле историзма. Строение входит в исторический архитектурный ансамбль зданий машзавода Виганда. Построено из плитняка, в основном объёме двухэтажное, с оштукатуренным главным фасадом. При инспектировании 18.05.2020 его состояние оценивалось как хорошее;
- Põhja pst 21C — южный фасад литейной мастерской машзавода Ф. Виганда

Здание входит в исторический архитектурный ансамбль зданий машзавода Виганда. При инспектировании 05.04.2012 состояние его фасада оценивалось как хорошее;
- Põhja pst 23 — механическая мастерская машзавода Ф. Виганда

Двухэтажное производственное здание из известняка с двускатной крышей и неоштукатуренным фасадом, расположено вдоль улицы с главным фасадом в сторону бульвара Пыхья, построено в 1912 году. Яркий образец фабричного здания, типичного для той эпохи. Входит в исторический архитектурный ансамбль зданий машзавода Виганда. При инспектировании 18.05.2020 её состояние оценивалось как хорошее;
- Põhja pst 27 — административное здание Таллинской электростанции[эст.]

Двухэтажное здание на высоком цоколе из плитняка с подвальным и мансардным этажами в стиле позднего модерна и нового классицизма. Спроектировано архитектором Хансом Шмидтом, построено в 1910—1913 годах. Входит в исторический архитектурный ансамбль Таллинской электростанции. При инспектировании 11.04.2020 его состояние оценивалось как удовлетворительное;
- Põhja pst 27A — котельная Таллинской электростанции

Один из самых ярких примеров функционализма в промышленной архитектуре Таллина, который также содержит некоторые национальные оттенки. При инспектировании 11.04.2020 её состояние оценивалось как хорошее;
- Põhja pst 27А — газовый резервуар Таллинской газовой станции

Строение носит черты популярного в 1860-х годах неоготического и, возможно даже, неороманского архитектурных стилей. Редкое строение не только в Таллине, но и во всей Эстонии. При инспектировании 05.04.2012 его состояние оценивалось как хорошее;
- Põhja pst 29 — турбинный зал Таллинской электростанции

Выдающийся образец промышленной архитектуры в стиле функционализма. Здание отреставрировано. При инспектировании 11.04.2020 его состояние оценивалось как хорошее;
- Põhja pst 2, 10, 25, 27, 27A, 29, T1, T4, T6 — исторические укрепления Нижнего города[15].

Памятники культуры
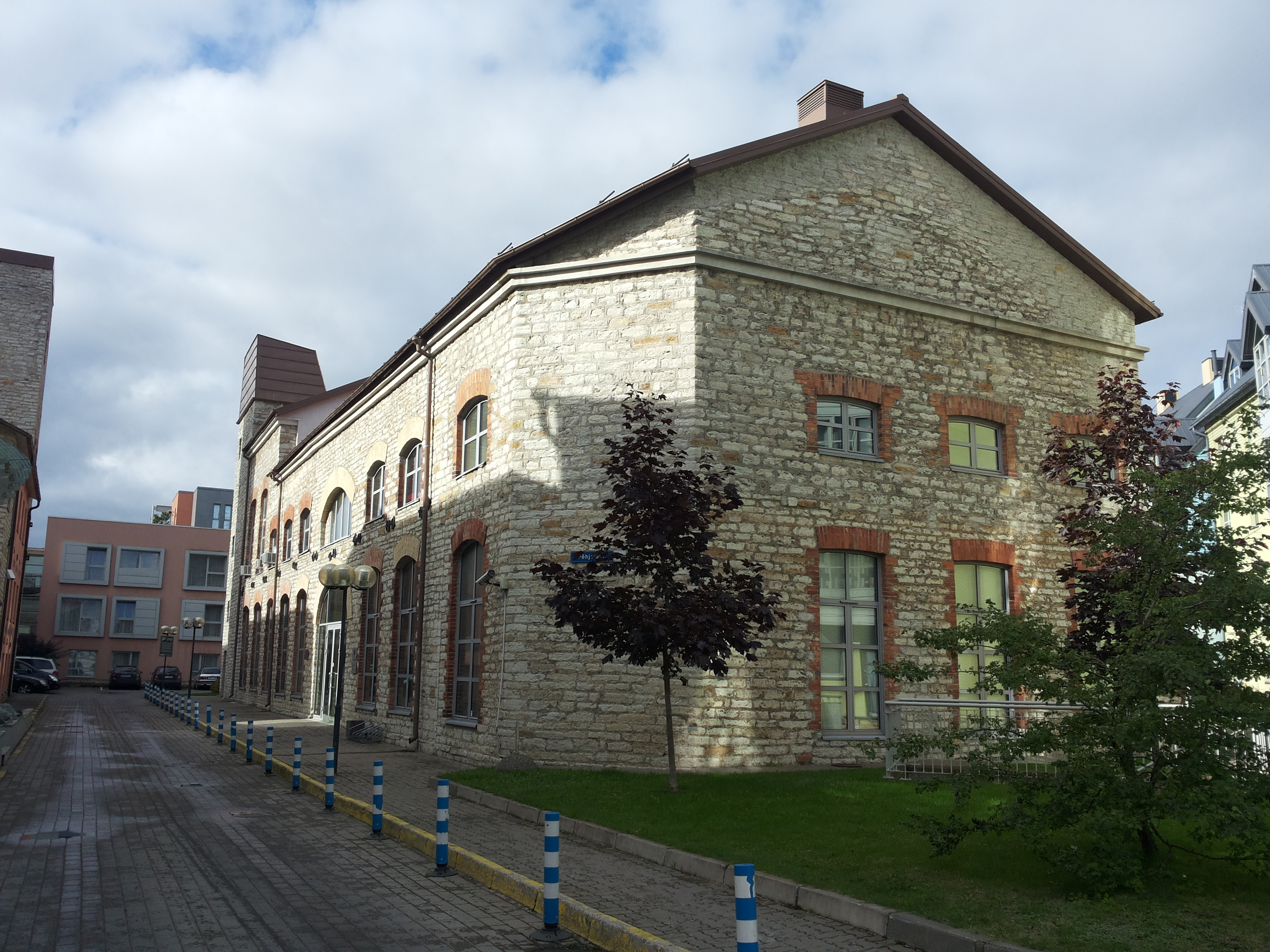
Дом 21, литейная мастерская машзавода Ф. Виганда
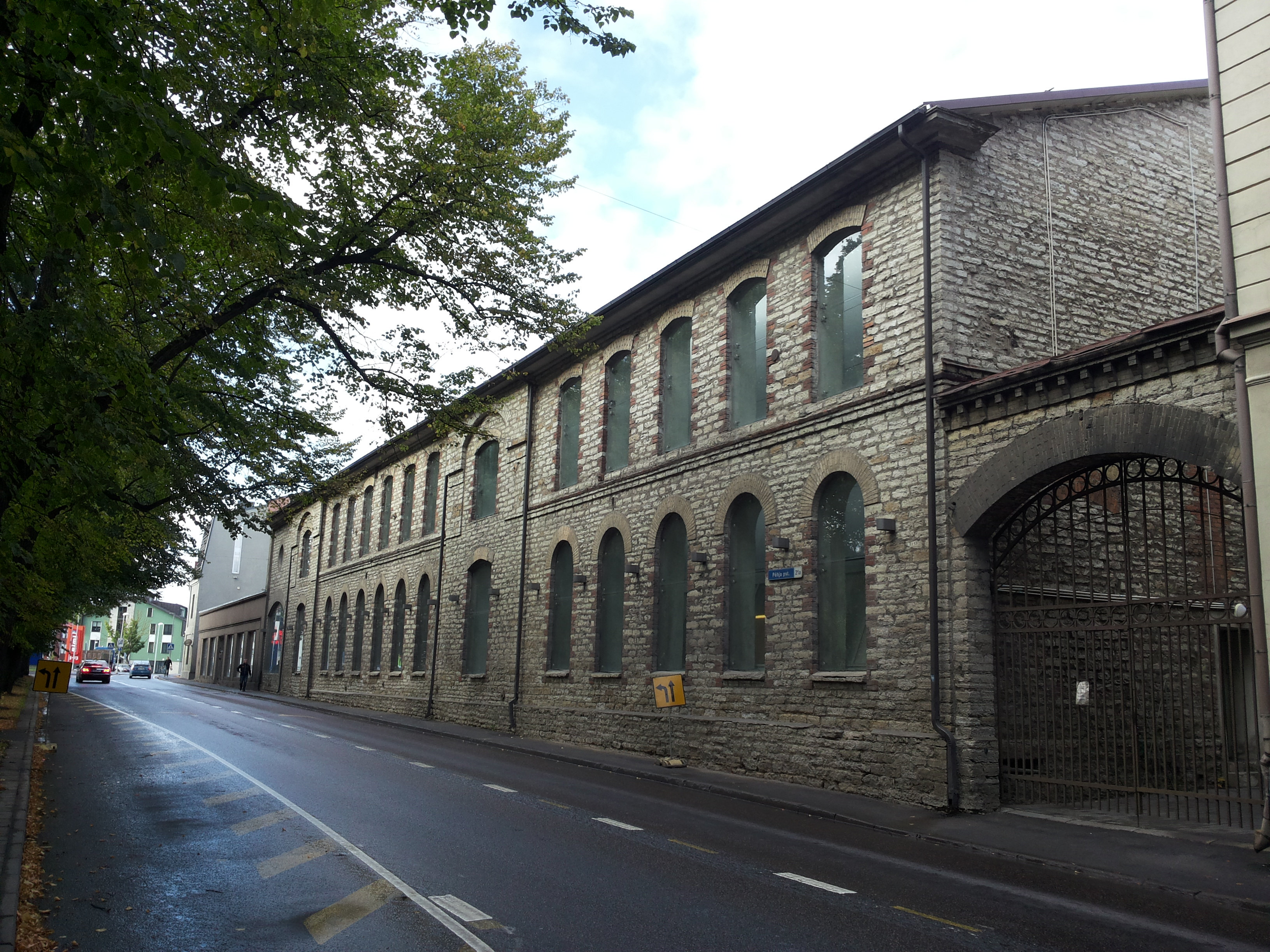
Дом 21 (во дворе), машинный цех машзавода Ф. Виганда
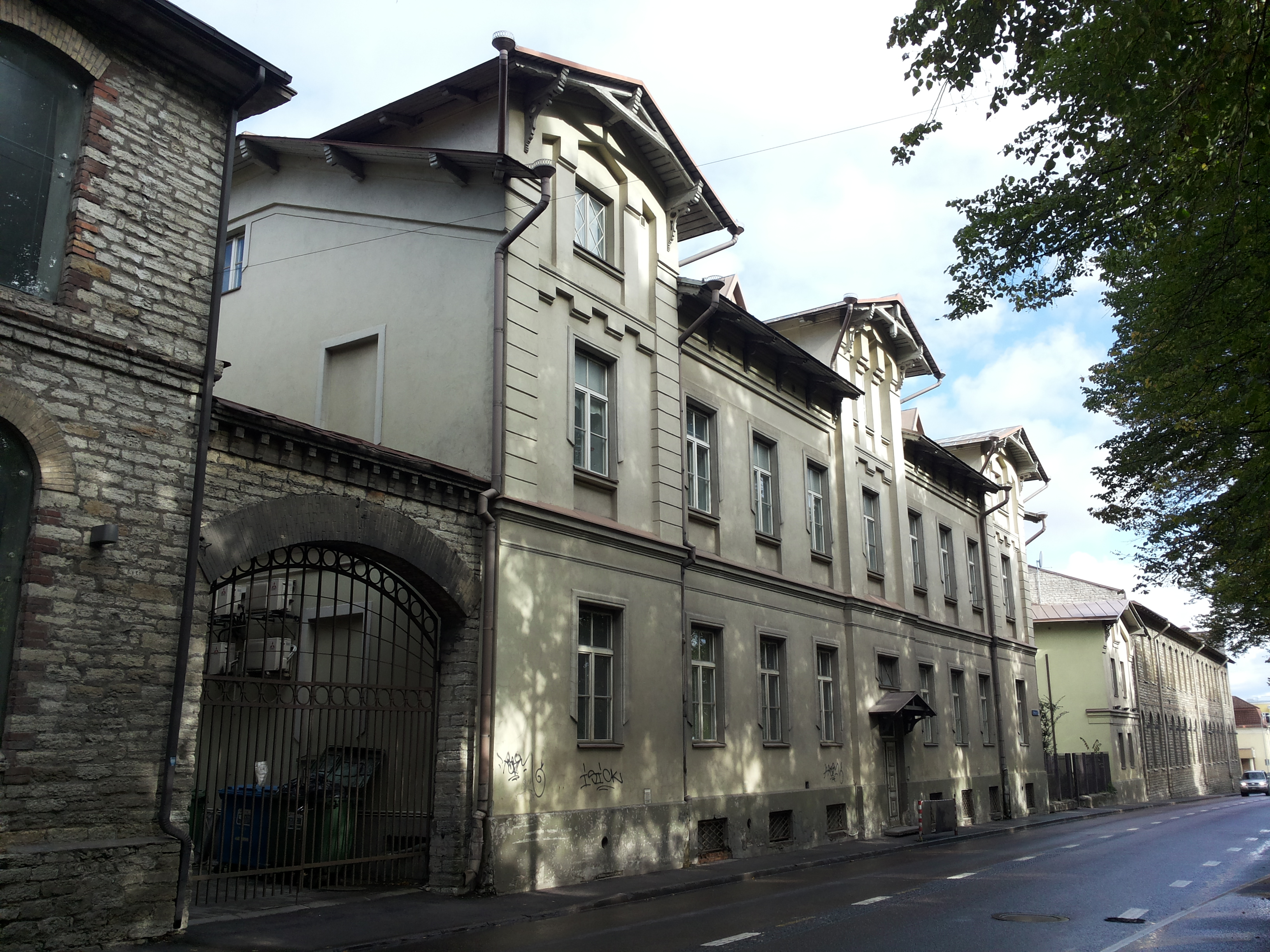
Дом 21В, административное здание машзавода Ф. Виганда
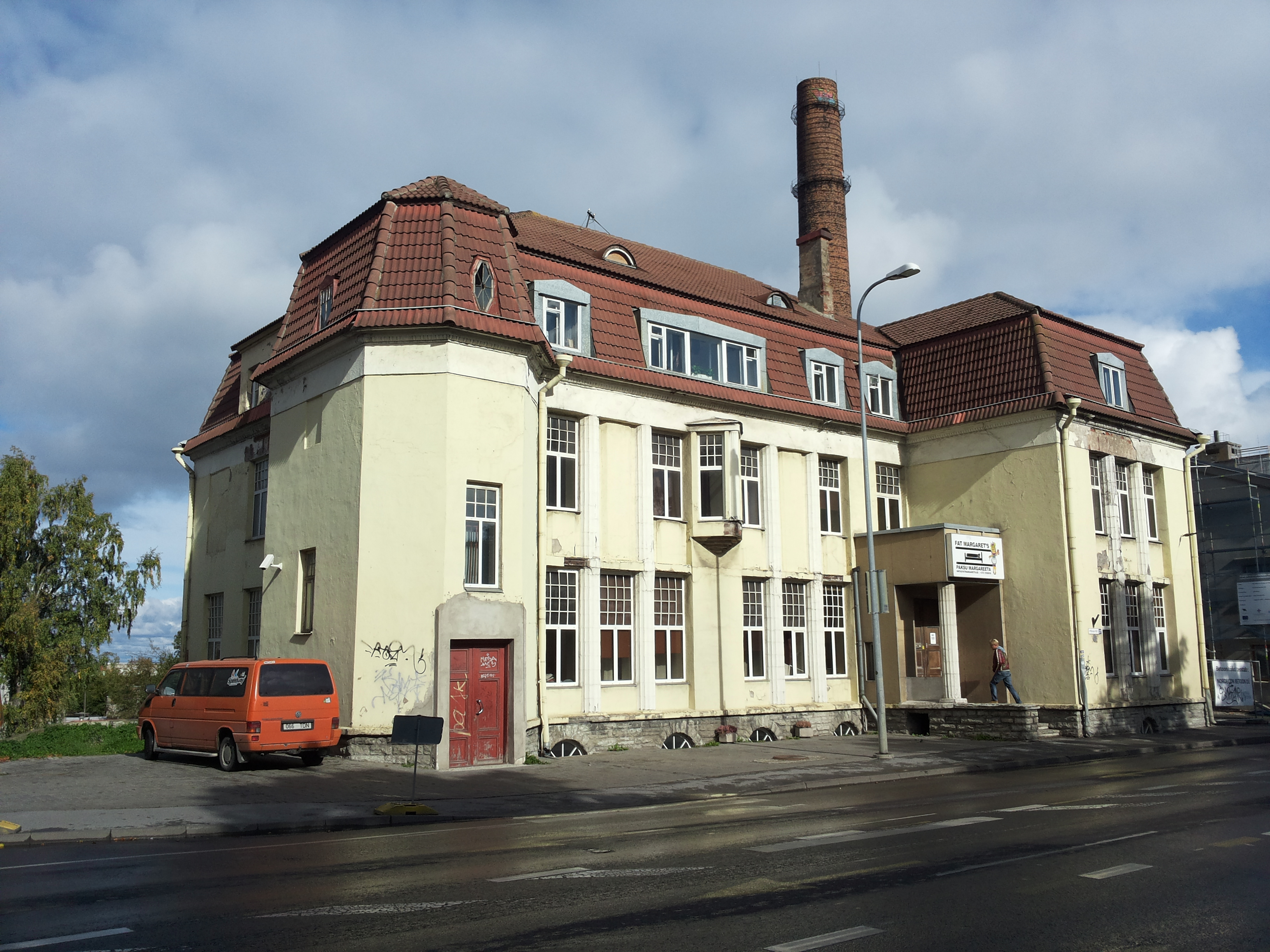
Дом 27, административное здание Таллинской электростанции

## Предприятия и учреждения
- Põhja pst 7 / Kotzebue tn 1 — Эстонская академия художеств. В 2015 году был подготовлен эскизный проект учебного корпуса в историческом заводском здании, и 27 августа 2018 года академия переехала в реконструированное строение[16].
- Põhja pst 17 — продуктовый магазин торговой сети Rimi[эст.].
- Põhja pst 21 — гостиница «PK Ilmarine». Построена в реконструированном здании бывшего машзавода Фридриха Вигланда. В гостинице имеется 105 номеров, её внешний вид и интерьер напоминают о производственном прошлом здания[17].
- Põhja pst 21A, Põhja pst 21A — здания офисно-жилого квартала «Ильмарисе». Он был готов в 2008 году и включает в себя 13 домов с 306 квартирами, офисными помещениями и подземной парковкой[18].
- Põhja pst 21b — 4-звёздочный отель «Hestia Hotel Ilmarine». Бывший машзавод Фридриха Вигланда[19].
- Põhja pst 29 — Познавательный центр «Энергия»[эст.], официальное название Таллиннский научно-технический центр — научно-познавательный центр, основанный в Таллине в 1999 году. Целью центра является поощрение детей к изучению естественных и реальных наук. Для этого в центре представлено более сотни экспонатов, позволяющих самостоятельно безопасно изучать и тестировать физические явления[20].
- Põhja pst 33 — «Котёл культуры» —  мультифункциональный центр мероприятий, один из самых ярких творческих центров Северной Европы. Здание построено в 1913 году как первая Таллинская городская центральная электростанция. В своё время это строение своим индустриальным интерьером вдохновило легенду мирового кинематографа Андрея Тарковского, восхитило канцлера Германии Ангелу Меркель и сотни других знаменитостей. В доковидное время «Котёл культуры» проводил около 300 мероприятий в год, в которых участвовали более 200 000 человек. В 2017 году в здании проходили мероприятия предварительного заседания Европейского Союза на высшем уровне[21][22].
- Põhja pst 35 / Rumbi tn 3 — Эстонский музей современного искусства[23].